# MSirda Fouaga
MSirda Fouaga è un comune dell'Algeria, situato nella provincia di Tlemcen.
Confina con il mar Mediterraneo a nord,  con il Marocco e con Marsa Ben M'Hidi ad est, con Bab El Assa a sud e con Souk Tlata ad est.

## Geografia fisica
L'Oued Kiss segna il confine settentrionale tra Algeria e Marocco.